# Malte
Malte er et skandinavisk drengenavn.
Malte er den korte danske udgave af det oldtyske mandsnavn Helmold (nu Helmut)